# John Crow Mountains
Les Muntanyes de John Crow o John Crow Mountains són una cadena de muntanyes que es troben a Jamaica. S'estenen paral·lelament a la costa est del nord de l'illa, limitat a l'oest per la ribera del Riu Gran, i s'uneix amb l'extrem oriental de les Blue Mountains en el sud-est. El punt més alt aconsegueix una alçada d'una mica més d'1.140 metres.
Aquest lloc abasta una regió muntanyenca del sud-est de Jamaica, summament accidentada i boscosa, on es van refugiar primer els nadius tains que fugien de l'esclavitud i més tard els negres cimarrons. En aquesta regió, els cimarrons van resistir al sistema esclavista colonial europeu creant tot un seguit de senderes, refugis i assentaments que formen avui dia l'anomenada Ruta del Patrimoni de Nanny Town. Els boscos de la regió oferien als esclaus en fugida tot el que necessitaven per a la seva supervivència. Dels estrets vincles espirituals que es van forjar entre els cimarrons i les muntanyes que els van donar acolliment queden encara vestigis en diverses expressions culturals dels nostres dies: ritus religiosos, pràctiques de medicina tradicional, danses, etc. La regió és també una de les zones de biodiversitat vegetal més importants de les Antilles, amb un alt índex d'endemisme de les seves espècies vegetals, especialment pel que fa als líquens, molses i flors.
El nom de John Crow, és el nom donat a Jamaica a la cornella negra, el nom va ser el primer registrat a la dècada de 1820. L'any 1890 el llavors governador Sir Henry Blake va decretar canviar el nom per les muntanyes de Blake, però això no va ser acceptat.
Al juliol de 2015 van ser declarades patrimoni de la Humanitat per la UNESCO dins del conjunt «Muntanyes Blaves i de John Crow» (Blue Mountains and John Crow).